# Мартин, Роберт (инженер)
Роберт Сесил Мартин (англ. Robert Cecil Martin), также известный как Дядя Боб (англ. Uncle Bob) — американский инженер и программист, консультант и автор в области разработки ПО. Мартин является профессионалом в области разработки ПО с 1970, а с 1990 становится международным консультантом в этой области. В 2001 он организует встречу группы, которая создала гибкую методологию разработки из техник экстремального программирования.
Основатель Object Mentor Inc., организации, оказывающей консультационные услуги и тренинги в таких областях, как C++, Java, ООП, Шаблон проектирования, UML, гибкие методологии разработки и экстремальное программирование.
С 1996 по 1999 был главным редактором журнала C++ Report. В 2002 написал книгу «Быстрая разработка программ. Принципы, примеры, практика» (англ. Agile Software Development: Principles, Patterns, and Practices), которая дает прагматичные советы по объектно-ориентированному дизайну и разработке в agile-командах. Также он издал несколько популярных книг по программированию и методологиям разработки ПО.

### На русском языке
- Быстрая разработка программ. Принципы, примеры, практика. — Вильямс, 2004.
- Чистый код. Создание, анализ и рефакторинг. — Питер, 2012.
- Идеальный программист. Как стать профессионалом разработки ПО. — Питер, 2012.
- Принципы, паттерны и методики гибкой разработки на языке C#. — Символ-Плюс, 2011.
- Гибкая разработка программ на Java и C++. Принципы, паттерны и методики. — Диалектика, 2016.
- Чистая архитектура. Искусство разработки программного обеспечения. — Питер, 2018.
- Чистый Agile. Основы гибкости. — Питер, 2020.
- Идеальная работа. Программирование без прикрас. — Питер, 2022.

### На английском языке
- Designing Object-Oriented C++ Applications using the Booch Method (англ.). — Prentice-Hall, 1995.
- Agile Software Development: Principles, Patterns and Practices (англ.). — Pearson Education[англ.], 2002.
- Agile Principles, Patterns, And Practices in C# (англ.). — Prentice Hall, 2007.
- Clean Code: A Handbook of Agile Software Craftsmanship (англ.). — Prentice Hall PTR, 2008.
- The Clean Coder: A Code of Conduct for Professional Programmers (англ.). — Prentice Hall, 2011.
- Clean Architecture: A Craftsman's Guide to Software Structure and Design (англ.). — Prentice Hall, 2017.
- Clean Agile. Back to Basics. (англ.). — Pearson Education, Inc., 2020.
- Clean Craftsmanship: Disciplines, Standards, and Ethics. (англ.). — Addison-Wesley Professional, 2021.
- Functional Design: Principles, Patterns, and Practices (англ.). — O'Reilly, 2023.
- We, Programmers: A Chronicle of Coders from Ada to AI (англ.). — O'Reilly, 2024.